# Selena ¡vive!
Selena ¡VIVE! fue un concierto homenaje celebrado por el décimo aniversario de la muerte de la cantante tejana Selena Quintanilla Pérez, realizado el 7 de abril de 2005 en el Reliant Stadium en Houston, Texas. Este concierto fue organizado por el hermano de Selena, A.B Quintanilla, y televisado por Univisión. 
Este concierto fue presentado por Don Francisco, acompañado de Patricia Navidad, Mariana Seoane y Aracely Arámbula. A mitad del homenaje apareció Cristina Saralegui en la conducción, presentando diversos videos que mostraban la carrera musical de Selena.

## Participantes y sinopsis
En este concierto participaron diversos artistas hispanos, encabezados por A.B Quintanilla, los cuales rindieron homenaje a Selena. Cada uno cantó una canción de Selena; a continuación se presenta una lista en orden de aparición de cada uno de los artistas.
- Jennifer Lopez, aunque ella no estuvo presente, grabó un video, que se emitió como introducción al concierto.
- Thalía: Amor prohibido
- Banda El Recodo: Technocumbia
- India: No debes jugar
- Ana Bárbara: La Carcacha
- Mariana Seoane y Pablo Montero: Buenos amigos
- Alicia Villarreal: Si una vez*
- Ana Gabriel: Tú, solo tú
- Pepe Aguilar: No me queda más
- Paulina Rubio: Fotos y recuerdos
- Pete Astudillo: Cómo te extraño
- Olga Tañón: La llamada
- Gloria Estefan: I could fall in love
- Kumbia Kings: Baila esta cumbia
- Alejandra Guzmán: Bidi Bidi Bom Bom
- Bobby Pulido y Jay Pérez: Ya ves - Yo te sigo queriendo
- Soraya y Barrio Boyzz: Dreaming of you
- Graciela Beltrán: El chico del apartamento 512*
- Fey y Aleks Syntek: Donde quiera que estés
- Montéz de Durango: Ven conmigo

El concierto finalizó con la interpretación de todos los participantes, junto a Selena (a través de un video), de la canción Como la flor.

## Álbum
Luego del concierto se grabó un CD que se lanzó el 10 de mayo de 2005, y un mes después el 28 de junio de 2005 se lanza el DVD. Estos fonogramas no incluyen todas las canciones cantadas, sino las actuaciones realizadas por los cantantes pertenecientes a EMI Music.